# Kirche Dennin

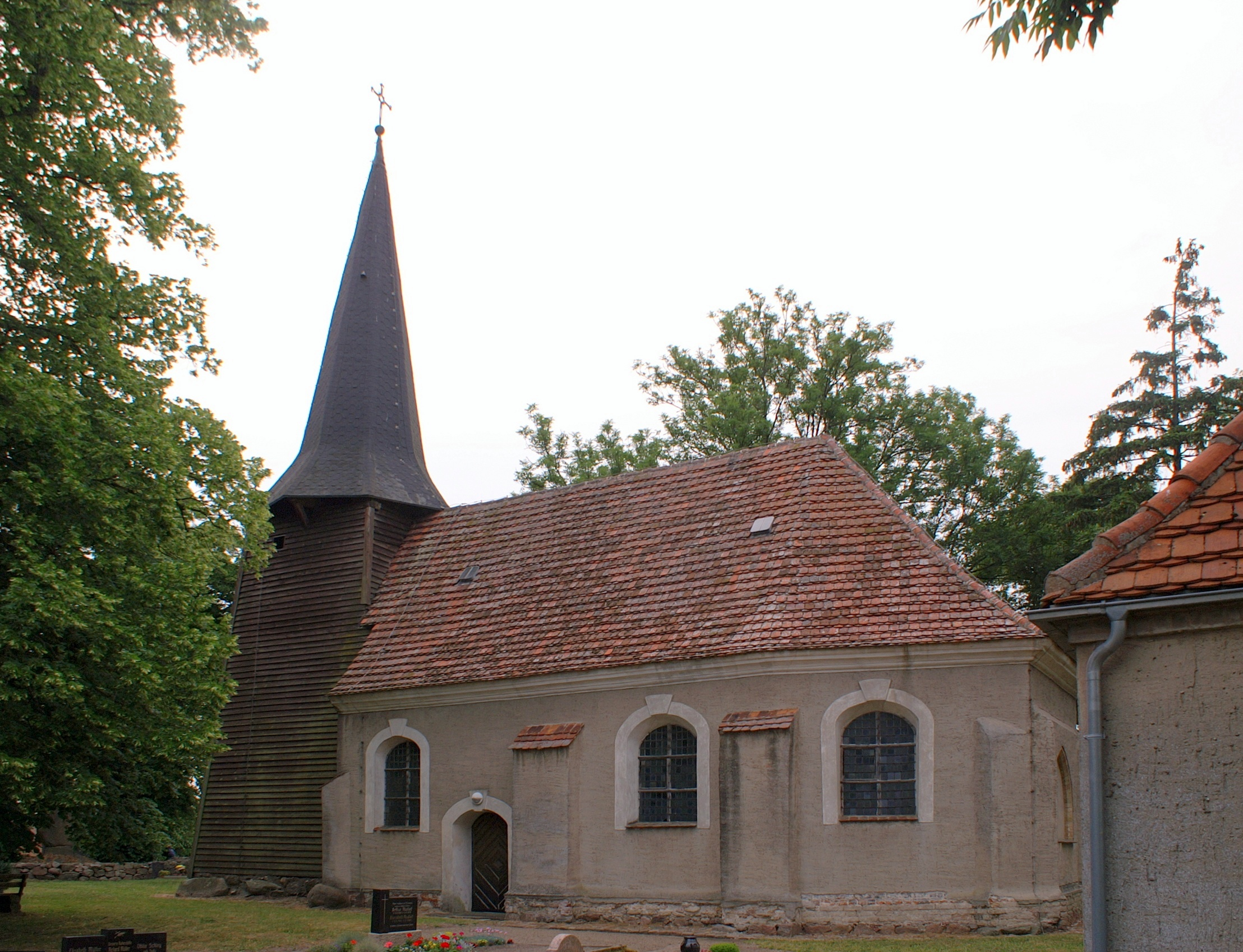
Kirche Dennin

Die Kirche Dennin ist ein aus 15. Jahrhundert stammendes Kirchengebäude im Ortsteil Dennin der Gemeinde Spantekow in Vorpommern.
Der spätgotische, ziegelgedeckte Backsteinsaal mit dreiseitigem Ostschluss, Strebepfeilern und einem glasierten Sockelprofil entstand wohl im 15. Jahrhundert. Im 16. Jahrhundert wurde der geböschte, verbretterte Westturm mit seinem hohen Spitzhelm angefügt und nach Untersuchungen rund 80 Jahre älter als der vergleichbare Turm (1667 erstmals erwähnt) der Kirche in Japenzin. Der Kirchbau wurde barock überformt und verputzt. Der Turm wurde in den 1990er Jahren erneuert, war früher mit Holzschindeln gedeckt.
Der flachgedeckte Innenraum enthält einen Kanzelaltar aus der Mitte des 18. Jahrhunderts mit reichen Rokoko-Ornamenten; die Wangen tragen Akanthusschnitzereien und Voluten, als Bekrönung fungiert ein Pelikan, der seine Jungen mit seinem Herzblut tränkt. Aus derselben Zeit wie der Altar stammen die seitlichen Verschläge und die Westempore mit durchbrochener Schnitzerei, und wohl auch das Gestühl.
Ein zweimanualiges Orgelharmonium auf der Empore ist in den 1960er Jahren dem Holzwurm zum Opfer gefallen.
Ein kleines Harmonium stand lange Jahre im Gemeinderaum, der in der Zeit unter Pastor Hirsch/Iven (bis 1964)  auf dem Kirchhofgelände gebaut wurde und eine Leichenhalle besitzt.
Das Geläut der Kirche bestand aus zwei Glocken, eine aus dem 15. Jahrhundert, die in den Wirren des Ersten Weltkrieges verloren ging. Die andere wurde im Jahr 1717 von Michael Begun aus Friedland gegossen und ist heute noch in Betrieb.
Den Kirchhof umgibt eine Feldsteintrockenmauer. Das Backsteinportal mit Segmentbogenöffnung stammt aus dem 15. Jahrhundert.
Ursprünglich war Japenzin die Hauptpfarrkirche, später dann Iven. Nach Weggang des letzten Pfarrers aus Iven kamen Dennin und Japenzin mit Rehberg zum Pfarrbezirk mit der Hauptpfarrkirche Spantekow.
Die evangelische Kirchgemeinde gehört seit 2012 zur Propstei Pasewalk im Pommerschen Evangelischen Kirchenkreis der Evangelisch-Lutherischen Kirche in Norddeutschland. Vorher gehörte sie zum Kirchenkreis Greifswald der Pommerschen Evangelischen Kirche.